# Nens"jugan
Il Nens"jugan (in russo Ненсъюган?) è un fiume della Russia siberiana occidentale, affluente di sinistra dell'Nazym (bacino idrografico dell'Ob'). Scorre nel Chanty-Mansijskij rajon del Circondario autonomo degli Chanty-Mansi-Jugra.
Il fiume proviene dal gruppo dei laghi Nens"juganlor negli Uvali siberiani e scorre in una zona paludosa in direzione sud-occidentale; sfocia nel Nazym a 175 km dalla foce. La lunghezza del fiume è di 172 km, il bacino imbrifero è di 1 210 km². Non ci sono insediamenti lungo il suo corso.
Il maggior affluente è l'Ocht'jugan (lungo 78 km) proveniente dalla sinistra idrografica. 